# 马寅初
马寅初（1882年6月24日—1982年5月10日），名元善，字寅初，以字行，男，族籍尚有争议，一说回族，一说汉族，浙江嵊县人，中华民国及中华人民共和国经济学家、教育家、人口学家。马寅初是中华人民共和国计划生育的最早倡导者之一。
马寅初1903年考入天津北洋大学矿冶专业，1907年赴美国留学，1910年获得耶鲁大学经济学硕士学位，1914年获得美国哥伦比亚大学经济学博士学位，后在纽约大学研究会计及统计学，1916年起任教于北京大学。1927年起，马寅初先后担任民国浙江省政府委员、南京国民政府经济委员会委员长、财政委员会委员长等政府职务，还曾在南京中央大学、上海交通大学、重庆商学院等高校任教。
中华人民共和国成立后，曾担任浙江大学、北京大学校长，并推动了思想改造运动，以及1953年的第一次全国人口普查；1957年7月发表了《新人口论》、提出控制人口增长，但随后遭到毛泽东、康生等人的反对。1957年反右运动起，马寅初逐渐遭到全国性的批判，1960年被迫辞去北京大学校长一职，并遭到软禁。文化大革命结束后，在拨乱反正期间获得平反，1979年被任命为北京大学名誉校長，1981年2月被推举为新成立的中国人口学会名誉会長。1982年5月10日，马寅初在北京市病逝，享年101虚岁（满99周歲）。

## 生平

### 早年生活

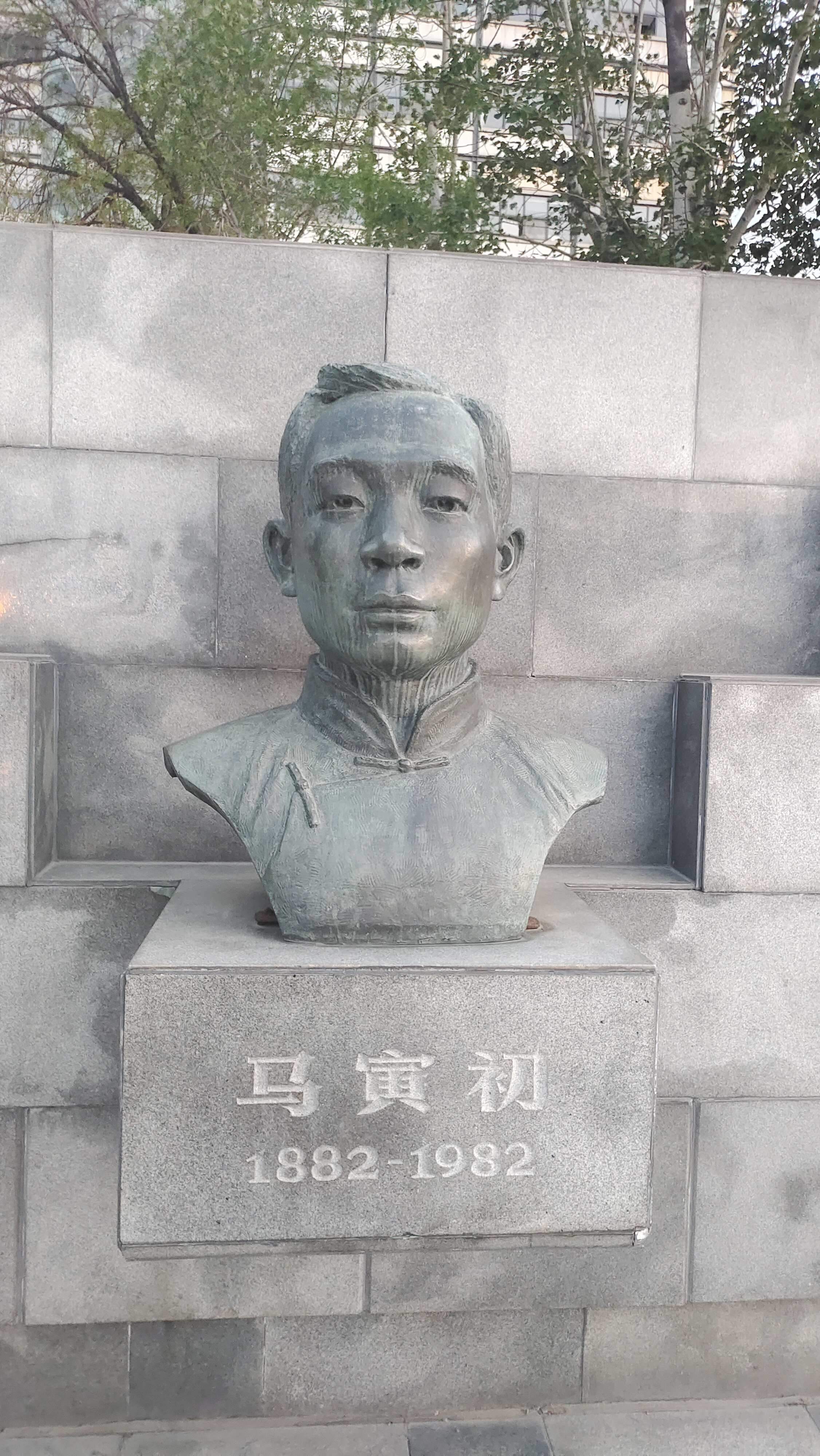
马寅初塑像，位于天津大学内

马寅初出身于一个士族大商人家庭。马寅初的高祖、曾祖是绍兴酒业巨头、富商，二人均出身太学生，曾祖是从九品。马寅初祖父同堂兄弟二十人，父亲同堂兄弟十五人，大多自酿酒转向科举。
17岁时，马寅初自紹興县学堂毕业，到上海的教会学校中西書院（今東吳大學）学习。1904年（光緒30年）毕业后，到天津北洋大学堂学习冶金学，畢業獎給舉人。在校期间，1907年被学校派赴美国留学，鉴于当時中国国内冶金技術水準很低，学习冶金学将来用处不大，故在耶鲁大学专攻经济学。1910年，获得硕士学位，入哥伦比亚大学大学院学习，1914年获得经济学、哲学双博士学位。毕业論文《纽约市的财政》获得学術界好评，被采用为哥伦比亚大学本科1年级学生的教材。 后在纽约大学研究会计及统计学。

### 中华民国时期

#### 北京大学
归国後的1915年（民国4年）9月，应北京大学校長蔡元培招聘，馬寅初出任北京大学经济学教授。1917年（民国6年），任北京大学经济研究所主任。当时，馬寅初公开支持俄国十月革命，和李大钊成为好友。1918年10月，任大学評議員。1919年（民国8年），当选北京大学教務長。1919年五四運動中，馬寅初同情并支持学生，当局逮捕学生后，通过交涉使学生获释。他當時就已經在研究中國人口問題，1920年3月在《新青年》的人口問題專號上發表《計算人口的數學》。
1920年（民国9年），馬寅初转到上海方面活動，创办東南大学商学院（後为上海商科大学）。1921年回到北京，当选北京大学经济学会会長。1923年（民国12年），中国经济学社創立，馬寅初任社長，刊行杂志《经济学专刊》。

#### 国民政府

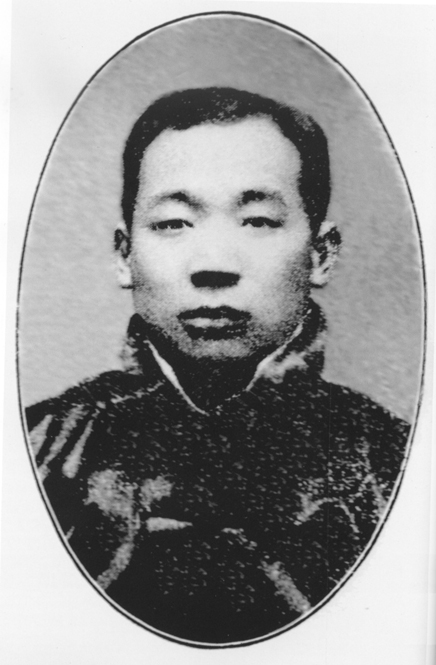
马寅初

1927年（民国16年）3月，北京政府的張作霖封锁北京大学，蔡元培投奔国民政府，来到杭州，任浙江臨時政治会議委員兼代理主席。蔡元培招聘北京大学教授馬寅初、蒋夢麟等人参加浙江省建設。馬寅初出任禁烟委員会委員，从事取缔鸦片工作，并且准备创设農民銀行。但不久，張静江（張人傑）出任浙江省政府委員，蔡元培、馬寅初等北京大学教授被逐出浙江省政府。馬寅初乃任教于杭州財務学校，并兼任上海浙江興业銀行总稽核。
1928年（民国17年）10月，馬寅初成为立法院立法委員。翌年，当选立法院经济委員会委員長、財政委員会委員長。他还兼任南京国立中央大学、金陵大学、上海国立交通大学经济学教授。1931年（民国20年）九一八事变爆发後，馬寅初发表《长期抵抗之准备》一文，批判蒋介石的「不抵抗政策」、攘外安内政策。同年，马寅初任南开大学商学院董事。1934年（民国23年），针对引发物价大混乱及对外金融政策失当问题，馬寅初在立法院会议上激烈责难財政部長孔祥熙。

#### 抗日战争

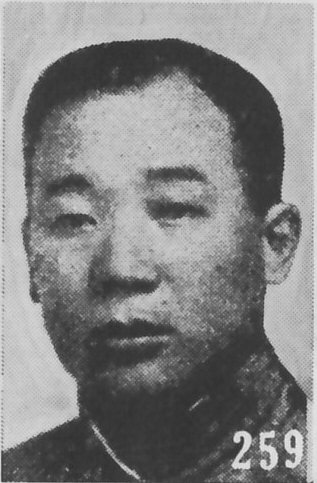
《最新支那要人传》中的马寅初照片

抗日战争爆发後的1939年（民国28年），馬寅初任重慶大学教授兼商学院院長。他为抗日而发表各种评论。同时，他对以四大家族为首的腐敗高官感到愤怒，故最先提出对高官征收「临时财产税」，並對貪汙美援的官員課稅，公开对高官腐败提出批判。由于对中国国民党猛烈谴责，当局于1941年（民国30年）12月逮捕了馬寅初，先后拘禁在貴州息烽集中营及江西上饶集中营。但是，此事被披露后，中国国民党遭到舆论更猛烈的批判，1942年8月当局不得不释放馬寅初。此后，馬寅初在当局的監視下被软禁在重庆歌乐山，言論活動受到限制，其间刊行了《经济学概論》、《通貨新論》等专著。
1944年（民国33年）12月，国民参政会宣言发表，馬寅初重获言論活動自由。

#### 国共内战
此後，其反蒋介石、反国民党的傾向日益强烈。1946年（民国35年）7月，应中華職业教育社的黄炎培招聘，就任中華工商专科学校经济学教授。1948年（民国37年）3月，馬寅初當選為中央研究院第一屆院士；同年末，逃脱中国国民党的弹压，在中国共产党的庇護下转移到華北解放区。

### 中华人民共和国时期
1949年8月，馬寅初被任命为浙江大学校長，9月出席中国人民政治協商会議第一届全体会议，任中央人民政府委員、财政经济委员会副主任、華東軍政委員会副主席。1951年5月，被任命为北京大学校長。其後，历任第一、二届全国人民代表大会常務委員会委员、第一届至第五届中国人民政治協商会議全国委員会委員（其中二、四、五届为常務委員）。中華人民共和国建国初期，馬寅初在稳定物价、防止通货膨胀方面作出了贡献，同时推动了对知识分子的“思想改造运动”。

#### 新人口论
1935年12月，斯大林就苏联每年净增人口约三百万表示，“这是好现象，我们欢迎它。”1953年，苏联国家政治书籍出版局出版了波波夫的《现代马尔萨斯学说是帝国主义仇视人类的思想》一书。中华人民共和国成立之初，毛泽东表态反对计划生育。1952年《人民日报》发表社论《限制生育会灭亡中国》。同年12月，政务院文教委员会批准卫生部《限制节育及人工流产暂行办法》。1953年11月，卫生部通知海关禁止进口避孕药和避孕用具。1953年11月1日，国家统计局发表第一次全国人口调查登记结果公报，全国人口总数超过六亿，人口增长率达千分之二十。1954年12月27日，刘少奇主持召开中央第一次人口与计划生育座谈会，刘少奇在讲话中称，“现在我们要肯定一点，党是赞成节育的。”1955年3月1日，中共中央批转卫生部党组的报告，发出《关于控制人口问题的批示》指出，“节制生育是关系广大人民生活的一项重大政策性的问题……我们的党赞成适当地节制生育”。1956年，毛泽东主持制订了《全国农业发展纲要》，提倡有计划地生育。同年召开的中共八大有关决议中，也体现了这一观点。“生育方面加以适当控制”首次被纳入国民经济发展的五年计划中。1957年10月，毛泽东在中共八届三中全会上谈到要逐步实现计划生育。
1955年，馬寅初在全国人大一届二次会議浙江组的会议上，表明了实行计划生育的必要性，但赞成者很少，馬寅初认为时机不对，乃主动将发言稿收回。从1920年代起，馬寅初在各種报道中，对中国的人口増加表示忧虑。1954年至1955年，馬寅初三次到浙江省实地調査，为構建理論进行准备。1957年2月，在最高国務会議上，馬寅初提出计划生育政策的提案，获得多数赞成。同年6月的全国人大一届四次会議上，馬寅初作了“新人口论”的书面发言，正式提出计划生育的提案，7月5日在《人民日報》发表《新人口論》一文。

#### 遭到批判
1957年6月8日，《人民日报》发表社论《这是为什么？ 》，此后，中共领导的整风运动转入反右。1957年11月11日，《光明日报》社务委员会邀请各民主党派中央负责人及马寅初等无党派人士举行会议，决定“正式撤销右派分子章伯钧的《光明日报》社社长职务、右派分子储安平的《光明日报》总编辑职务，任命杨明轩为社长，陈此生为副社长兼总编辑”。
马寅初及其人口论并未受到中央层面的重点批判。从1957年至1959年，《人民日报》仅发表了三篇涉及批评马寅初的文章。1957年10月4日，《人民日报》发表署名李普的《不许右派利用人口问题进行政治阴谋》，1958年6月6日，《人民日报》发表署名“权仲”的《我国人口和就业问题》，1959年4月15日发表署名“若水”的《人口与人手》。这三篇文章中，署名“权仲”的《我国人口和就业问题》点了马寅初的名字，其他两篇未直接点名。三篇文章的批判重点都不是马寅初。
1958年，中华人民共和国开展了民主党派整风和高校“双反”运动。1958年1月，马寅初的《我的经济理论、哲学思想和政治立场》一书出版。其后，《计划经济》发表了针对马寅初的经济理论进行商榷的文章，《经济研究》和《教学与研究》也启动了刊发商榷文章的活动。1958年4月19日，民主党派共同主办的《光明日报》以反映全国“双反”运动的形式，在新开辟的“读书”栏目第3期上以“选自北京大学的大字报”的方式，刊登了韩佳辰的《“团团转的联系”不是唯物辩证法——评马寅初著〈我的经济理论、哲学思想和政治立场〉》以及中国革命史教研室周家本、强重华的《评马寅初的“新人口论”》这两张大字报，由此揭开了批判马寅初的序幕。5月9日，《光明日报》刊登了马寅初《再谈我的平衡论中的“团团转”理论》一文，文中马寅初进行了申辩。此后，《光明日报》刊登了一批批判马寅初的文章。6月1日，《光明日报》以“学术动态”综述的方式刊发了《是无产阶级思想？还是资产阶级思想？学术界对马寅初论著展开辩论》，提升了批判调门。6月6日《人民日报》发表权仲的《我国人口和就业问题》点了马寅初的名字后，《光明日报》一度加速刊登批判马寅初的文章。11月29日，《光明日报》在“彻底批判资产阶级学术思想”的标题下，发表了“北京大学经济系批判马寅初经济思想小组”的3篇批判文章，此后，《光明日报》暂停了对马寅初的批判。截至1958年11月份，《光明日报》发表了37篇批判马寅初的文章，其他中国各报刊（2家报纸，10家学报或学术期刊）公开发表了30篇批判马寅初的文章，合计67篇。这些批判指控马寅初的新人口论源于马尔萨斯人口论，企图怀疑社会主义优越性，蔑视人民大众，等等。
1959年，马寅初仍然正常参加各种国事活动。3月12日，继续当选第二届全国人大代表。4月12日，当选第三届全国政协委员。4月27日，当选第二届全国人大常委会委员。5月2日，马寅初作为中苏友好协会副会长参加了中苏友协第三次全国代表会议，并当选为新一届理事。5月3日，马寅初参加首都纪念“五四”40周年纪念活动，在主席台前就座。9月15日，马寅初参加了毛泽东主席邀请各民主党派团体负责人会议。9月28日，马寅初在中华人民共和国成立10周年庆祝大会上和毛泽东、刘少奇等党和国家领导人在主席台就座。
1959年底之前，仅有《新建设》、《经济研究》、《厦门大学学报》各刊登1篇批判马寅初的文章。1959年3月，马寅初要求《北京大学学报》第1期全文转载其分4天刊登在《光明日报》的《再论平衡论和团团转》。《新建设》1959年11月号和《北京大学学报》第5期同时发表了马寅初写的《我的哲学思想和经济理论》一文。此后，《光明日报》1960年1月开始、《新建设》1959年12月号等报刊接连发表批判文章。1959年12月19日，《新建设》杂志向中共北京大学党委（陆平任党委第一书记）发来一封信函，内称马寅初送来《重申我的请求》一文，要求发表在《新建设》1960年1月号上，《新建设》杂志将该文随此信函寄给中共北京大学党委，希望后者审看。12月24日，北京大学“人口问题研究会举行学术讲演会”“批判马寅初‘人口论’”。自此至1960年1月，北京大学的北京大学毛泽东经济思想学习研究会、北京大学毛泽东哲学思想学习会、北京大学人口问题研究会掀起了批判马寅初的高潮。1960年1月11日，上述三个学会联合召开“马寅初经济理论哲学思想和政治立场讨论会”，会上除了一些教师发言外，校办秘书韩苹卿揭发马寅初持有巨额股票，并揭发马寅初反对土地改革运动，同情右派分子罗隆基和章伯钧、章乃器。韩苹卿的揭发煽动起了与会者的愤怒，马寅初遭到与会者围攻。1月12日，马寅初血压升至190，住院治疗。1月13日，《北京大学校刊》报道了上述三个学会联合批判马寅初的会议情况，以及陈岱荪等人在会上的批判发言。此后，北京大学再无关于马寅初的消息发表。1960年，《新建设》1960年1月号发表了马寅初《重申我的请求》，内称，“过去二百多位先生所发表的意见多是大同小异，新鲜的东西太少，不够我学习”。1960年1月，馬寅初请辞北京大学校長职务。3月28日，国务院决定免去马寅初北京大学校长职务。
此后，马寅初仍任第二届全国人大常委等职务。1962年1月，马寅初到浙江嵊县视察，“患肺炎，此后元气大伤，双腿行动不便”。1965年，马寅初一条腿瘫痪。1964年底到1965年初，两会召开，马寅初卸任全国人大常委，改任全国政协常委。1965年8月7日，周恩来主持茶话会欢迎归国的李宗仁，马寅初应邀出席。同年，纪念孙中山诞辰100周年筹委会成立，刘少奇为主任，马寅初等人为委员。

#### 文化大革命
文化大革命中，马寅初基本未受到冲击。1972年，因患直肠癌，经周恩来总理批示，天津市人民医院院长、“反动学术权威”金显宅率医疗小组为90岁的马寅初做直肠癌切除手术。手术后，马寅初下半身全部瘫痪。1976年周恩来逝世后，马寅初到医院向遗体告别。1977年5月1日，马寅初参加了中共中央主席、国务院总理、中央军委主席华国锋出席的游园活动，这是“文化大革命”结束后社会各界首次举行的重大活动。1978年初，邓小平第3次复出后，担任第五届全国政协主席，马寅初被安排为全国政协常委，并为全国政协大会执行主席之一。
由于批判馬寅初的人口理論，中国人口继续增加。主持平反冤假錯案的中央組織部長胡耀邦在審閱馬寅初的材料后說：“當年毛主席要是肯聽馬寅初一句話，中國今天的人口何至于會突破十億大關啊！批錯一個人，增加几億人。我們再也不要犯這樣的錯誤了。共產黨應該起誓：再也不准整科學家和知識分子了！”

#### 获得平反
文化大革命後，1978年12月召开中共十一届三中全会，此后馬寅初的新人口論获得再评价。1979年7月中旬的一天，中共中央统战部副部长李贵来到北京东总布胡同32号的馬寅初家，称“今天我受党的委托通知马老：1958年以前和1959年底以后这两次对您的批判是错误的。实践证明，您的节制生育的新人口论是正确的，组织上要为你彻底平反，恢复名誉。希望马老能精神愉快地度过晚年，还希望马老健康长寿。”馬寅初称：“我很高兴。”、“20多年前中国人口并不多，现在太多了。要尽快发展生产才行啊！”此次会见的情况于1979年7月25日被新华社报道，刊登于7月26日的《人民日报》。1979年9月11日，中共中央批复中共北京大学党委1979年7月23日《关于为马寅初先生平反的决定》，批复称：“中央同意北京大学党委关于为马寅初先生平反的报告及决定。”

### 晚年
1979年9月，马寅初被任命为北京大学名誉校長。1981年2月，中国人口学会成立，馬寅初被推举为名誉会長。
1982年5月10日，馬寅初在北京市病逝。享年101岁（满99歲）。

## 争议
马寅初被诟病的原因不仅仅是提出了计划生育的观点，更是因为他纳了一个比自己小二十二岁的小妾，并和妻妾两人共同养育了七个子女。
近年来，随着计划生育政策的松动，对马寅初的批判声再起。这些批判主要认为马寅初的观点不够尊重人的生育权利，并且导致了后来严格的“一胎制”，是现在出现的一系列养老、劳动力不足等一系列潜在问题的始作俑者。
还有学者认为，50年代医疗条件完全不具备计划生育的能力，避孕措施很不普及，只有顶级医院才能做人工流产手术。如果那时就实行马寅初的计划生育政策，将会导致更加残酷的人权灾难。

## 著作
- 《纽约市的财政》（1914年，博士论文）
- 《中国国外汇兑》(1925年)
- 《中国银行论》(1929年)
- 《中国关税问题》(1930年)
- 《资本主义发展史》(1934年)
- 《中国经济改造》(1935年)
- 《经济学概论》(1943年)
- 《通货新论》(1944年)
- 《战时经济论文集》(1945年)
- 《我的经济理论哲学思想和政治立场》(1958年)
- 《新人口论(重版)》(1979年)
- 《马寅初经济论文集(上、下)》(1981年)

## 荣誉
- 三等景星勋章（1946年1月1日批准[38]）

## 家庭
会稽马氏原为书香门第，世代耕读。因明朝灭亡，女真入关，乃承父训“守耕耘，三世不应举”。自馬寅初的太高祖马元杰开始，以酿酒转入商业，家族从事酿酒业的历史自马元杰到马寅初的侄辈共历七世。
- 太高祖：马元杰（1719年－1782年），字国英，号圣宗，清朝初年绍兴吴融人，原本务农，后成为酿酒业商人，致富后乐善好施，常为乡民排解困难及纷争。[39]
- 高祖：马子明（1757年－1831年），字辉庭，乾隆朝的国子监生，也是乾嘉时绍兴的巨富，为酿酒业大商人。[39]
- 曾祖：马大荣（1793年－1860年），字文燮，号理堂，又号炳煌，从九品出身，国子监生。酿酒业大商人、巨富。道光时，翰林院编修、御史、徽州府知府马步蟾（马一浮的曾伯祖）钦命巡视西城，举马大荣，马大荣获敕封“修职郎”。[39]
- 父：马庆常（1851年－1909年），字棣生。同治五年，随兄马庆辰（字赓良，马大荣的长孙）到嵊州浦口创办“马树记”酒坊。[39]
- 妻：张团妹。1901年在嵊州与马寅初结婚。育有一子三女，其中儿子夭折。[40]
  - 长子：姓名不详，1903年夭折，不满周岁。[40]
  - 长女：马仰班，1953年逝世。[18]
  - 二女：马仰曹，后赴英国。[18]
    - 二女婿：是中华民国驻英国的代表，1949年后留在英国。[18]

  - 五女：马仰峰，在上海生活。[18]
- 妾：王仲贞，1904年生，浙江省新昌县人。1917年在嵊县与马寅初结婚。小学毕业的王仲贞与马寅初的女儿马仰班同岁，比马寅初小22岁，结婚时年仅13岁。育有二子二女。[40]
  - 三女：马仰惠，1918年生。1945年与徐汤莘在重庆结婚。中华人民共和国时期，在北京生活，后来长期担任马寅初的生活秘书。[18][41]
    - 三女婿：徐汤莘。

  - 四女：马仰兰，在联合国总部工作，定居美国。[18]
  - 次子：马本寅，马寅初次小的孩子。[18]
  - 三子：马本初，马寅初最小的孩子。1945年，不到19岁的马本初自重庆大学机械系应召入伍，为驻前沿部队的美军陆空联络小组担任翻译。抗战胜利后，马本初返校学习，1948年毕业后获得两所美国大学的录取通知书，但他遵从父命留在杭州。文革中，因曾加入国军而被反复审查。[18]